# Himantoglosse adriatique
Himantoglossum adriaticum
Espèce
Statut de conservation UICN

 LC  : Préoccupation mineure
Statut CITES
L'Himantoglosse adriatique (Himantoglossum adriaticum) est une espèce de plantes à fleurs de la famille des Orchidaceae. C'est une orchidée native du sud de l'Europe. Elle se rencontre dans les prairies sèches de basse altitude de l'Italie, la Croatie, l'Autriche et la République tchèque.